# Виттенбах, Даниэль
Даниэль Виттенбах (Daniel Albert Wyttenbach; 07.08.1746, Берн — 17.01.1820) — голландский филолог-классик. Профессор амстердамского Атенеума (1771—99) и Лейденского университета (1799—1816).
Иностранный член французской Академии надписей и изящной словесности (1814).
Его отец был профессором теологии в Берне, а затем в Марбурге.
Учился в Марбурге, затем в Геттингене.
В 1769 году написал свою первую работу.
Согласно ЭСБЕ:

Сочинения В. выдаются обширной начитанностью, литературным вкусом и трезвой критикой.